# Sundae
Il sundae (termine inglese, pron. /ˈsʌndeɪ/, /ˈsʌndi/) è un gelato da dessert ricoperto di sciroppo, in alcuni casi guarnito con granella di nocciole, panna montata, o ciliegia al maraschino.
Il primo sundae storicamente documentato è stato creato ad Ithaca (New York) il 3 aprile 1892 da John M. Scott, ministro unitarianista, e Chester Platt, comproprietario della Platt & Colt Pharmacy.

## Storia

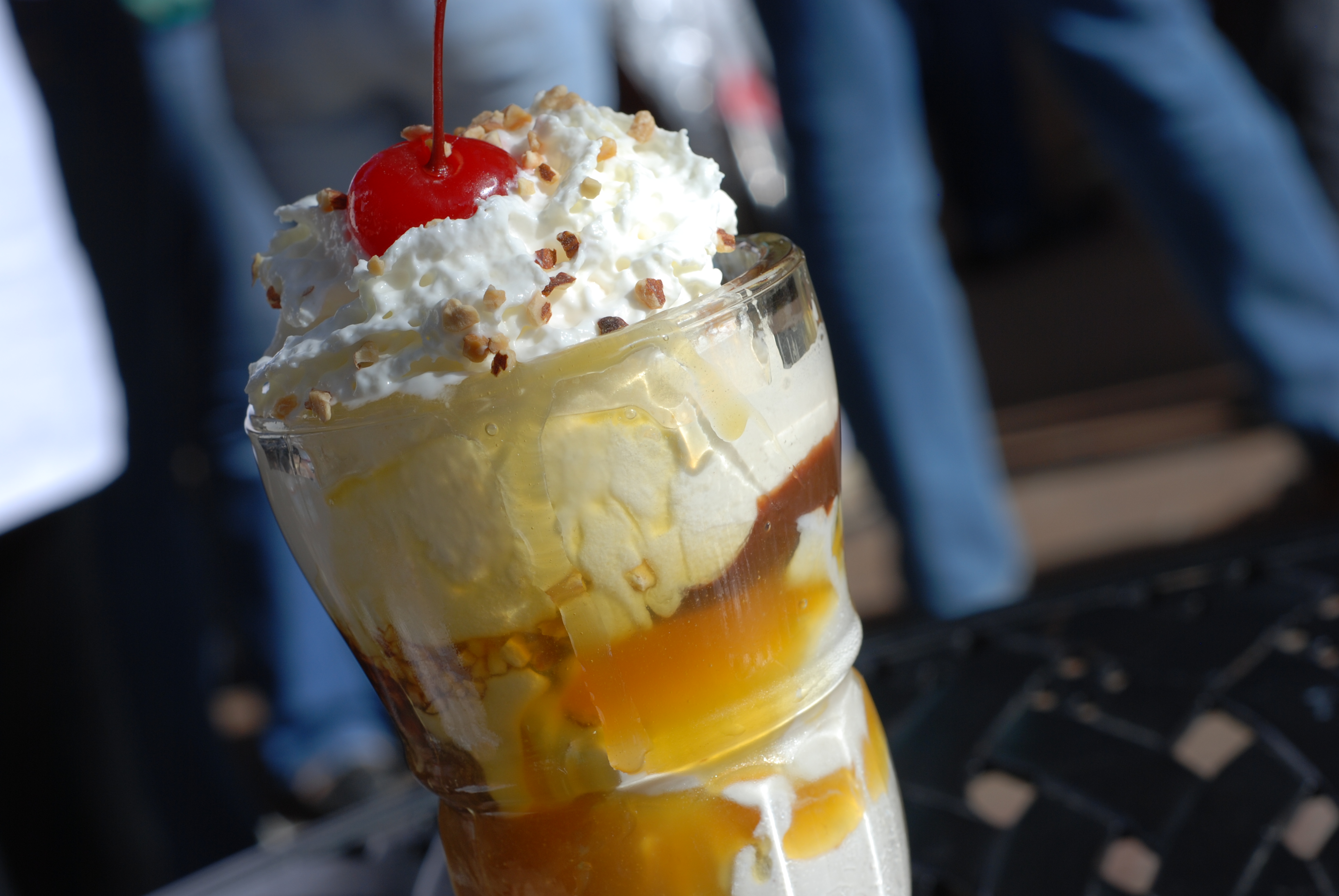
Un sundae

Sebbene per l'Oxford English Dictionary l'origine del termine sia oscura, è solitamente accettata la versione secondo la quale sundae deriva dalla parola sunday, o sonntag, che significano "domenica" rispettivamente in inglese e in tedesco.
Fra le molte storie riguardo all'invenzione del sundae c'è quella delle cosiddette Blue Laws, le quali vietavano il consumo di gelato, sia al naturale sia mischiato con sciroppi o bibite gassate (la seconda tipologia è stata inventata da Robert M. Green a Filadelfia nel 1874). Si racconta che queste leggi abbiano spinto i droghieri a produrre un sostituto per questi dolci che fosse comunque consumabile di domenica: sempre secondo questa teoria, il nome fu leggermente modificato da Sunday ("domenica") in sundae, per evitare di offendere qualunque convinzione religiosa.
A supporto di quest'idea, Peter Bird scrisse in The First Food Empire: A History of J. Lyons and Co. (2000) che il nome sundae fu adottato in Illinois a seguito delle prime proibizioni di consumazione domenicale di gelato, poiché un gelato con una guarnizione che lo nascondesse non era considerato tale. Comunque, secondo un documento pubblicato dagli Evaston, nella Illinois Public Library, non era il gelato, ma la sua versione miscelata con la soda a essere fuorilegge di domenica in Illinois
Altre leggende si focalizzano sulla novità del dolce o sul nome dell'inventore, e non menzionano affatto alcuna pressione legale.

## Origini controverse
Varie località americane pretendono di essere riconosciute come luogo natio del sundae. La lista dei pretendenti include Ithaca, Two Rivers (Wisconsin), Plainfield (Illinois), Evanston (Illinois), New York, New Orleans (Louisiana) Cleveland (Ohio), e Buffalo (New York).

### Two Rivers, Wisconsin, 1882
Le pretese della città di Two Rivers sono basate sulla storia di George Hallauer, che pare nel 1881 chiese a Edward C. Berners, il proprietario della Berners' Soda Fountain, di spruzzare dello sciroppo al cioccolato su un gelato. Berner alla fine lo fece, e iniziò a vendere questo dolciume per un nichelino, inizialmente solo la domenica ma poi ogni giorno.  Quando Berner morì nel 1939 il Chicago Tribune titolò il suo necrologio "L'uomo che creò il primo gelato sundae è morto" ("Man Who Made First Ice Cream Sundae Is Dead"). Due studenti della Ithaca High School, comunque, sostengono che Berner all'epoca avrebbe avuto solo 16 o 17 anni all'epoca dei fatti, e che è dunque "improbabile" che possedesse già un negozio di gelati. Sostengono anche che il necrologio dati il primo sundae di Berner al 1899 e non al 1881.
I residenti di Two Rivers si sono apposti alle altre città che pretendono il diritto di dichiararsi "luogo di nascita del sundae". Quanto il sindaco di Ithaca proclamò un giorno nel quale celebrare la sua città come luogo di nascita del sundae, ricevette dagli abitanti di Two River svariate cartoline contenenti proteste al riguardo.

### Evanston, Illinois, 1890

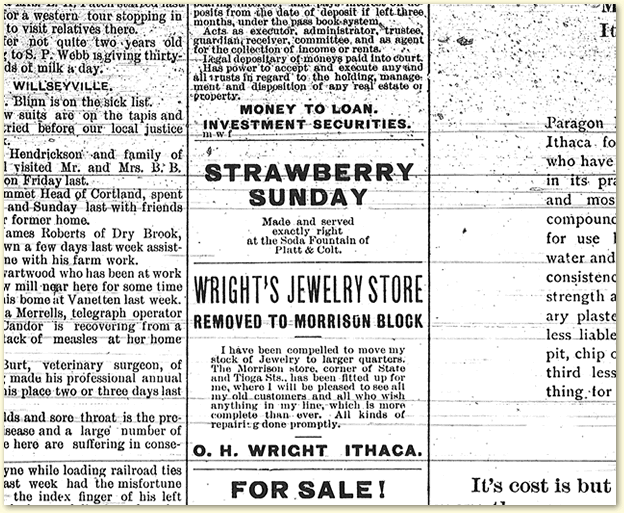
Ithaca Daily Journal, 28 maggio 1892

Evanston fu una delle prime località ad approvare le Blue Laws contro la vendita di gelati con soda nel 1890. "Alcuni ingegnosi baristi e droghieri, in "Heavenston", obbedendo alla legge, servivano gelato con lo sciroppo richiesto ma senza soda. Dunque seguendo la legge. [...] Queste "sode" senza soda diventarono la soda della domenica" Poiché la vendita del dolce continuava anche di lunedì, i capi dei venditori locali proposero di chiamare il dessert con un nome che richiamasse il Sabbath. Così il nome del dolce fu mutato in sundae..

### Ithaca, New York, 1892
A supporto della tesi che afferma Ithaca essere la città natale del sundae, i ricercatori dell'History Center della Contea di Tompkins (New York) riportano ancora un'altra versione su come il sundae venne creato: fu la domenica 3 aprile 1892 che John M. Scott, un ministro della Chiesa Unitaria, e Chester Platt, comproprietario della Platt & Colt Pharmacy, crearono il primo sundae storicamente documentato. Platt ricoprì per un mero capriccio un piatto di gelato con sciroppo di ciliegie e ciliegie candite, e chiamò il piatto Cherry Sunday ("domenica di ciliegie") in onore del giorno in cui era stato creato. La più antica prova scritta di un sundae è una inserzione per la Cherry Sunday della Platt & Colt's, pubblicato sull'Ithaca Daily Journal il 5 aprile 1892. Nel maggio dello stesso anno la Platt&Colt vendeva già Strawberry Sundays e, successivamente, Chocolate Sundays. I Sundays della Platt&Colt divennero tanto popolari che, nel 1894, Chester Platt tentò di registrare il termine Sunday.

### Plainfield, Illinois
Anche Plainfield (Illinois) sostiene di essere la casa del primo gelato sundae. Una convinzione locale è che un droghiere di Plainfield chiamato Mr. Sonntag creò il piatto "a causa delle sollecitazioni dei protettori di creare qualcosa di differente". Questi chiamò il piatto sonntag, come il suo cognome, e poiché Sonntag in tedesco vuol dire "domenica" (Sunday in inglese), il nome fu tradotto in Sunday e successivamente modificato in sundae. Per questa versione non è riportata alcuna data precisa.

## Tipi

### Ilsundaeclassico
Il gelato è costituito da piccole palline di gelato alla vaniglia condite con una salsa aromatizzata o dello sciroppo, panna montata e una ciliegina al maraschino. Secondo la tradizione, viene quasi sempre servito in una coppa di vetro a forma di tulipano.

### Hot Fudge Sundae
È una delle tante variazioni. Il nome deriva dalla salsa calda al cioccolato con cui è guarnito.

### Caramelo Sundae
Questa è una variante dell'Hot Fudge Sundae in cui la salsa al caramello sostituisce quella al cioccolato.

### Sundaetartaruga
Gli ingredienti principali sono gelato alla vaniglia, salse al cioccolato e al caramello, noci tostate e pecan. È un gelato molto famoso nella tradizione americana. Il nome deriva da una caramella statunitense chiamata Turtle (inglese per "tartaruga") che aveva gli stessi ingredienti del gelato sopra citato.

## Il più costoso
Il sundae più costoso è il Golden Opulence Sundae, venduto da un ristorante a New York al prezzo di 1000 dollari statunitensi. Il gelato è costituito da cinque palline di gelato Tahiti alla vaniglia del Madagascar, coperto da una foglia d'oro commestibile da 23 carati, caviale, cioccolato, frutto della passione, arancia, frutta candita di Parigi, marzapane, ciliegine ed è decorato con confetti di oro vero. Il gelato viene servito in un calice di cristallo Baccarat Harcourt con un cucchiaino d'oro a 18 carati.